# Тихон (строитель Туруханского Троицкого монастыря)
Тихон (в миру Тимофей; ум. 1682) — строитель и настоятель Туруханского Свято-Троицкого монастыря Тобольской епархии Русской православной церкви с 1660 до 1682 год.

## Биография
Тимофей родился в городе Великий Устюг в семье православного священника. 42 лет от роду поселился в Енисейске, где занимался изготовлением восковых свечей. В 1656 году вступил в число иноков Спасо-Преображенского Енисейского монастыря и в том же году, при игумене Леониде, постригся в монашество с именем Тихон. 

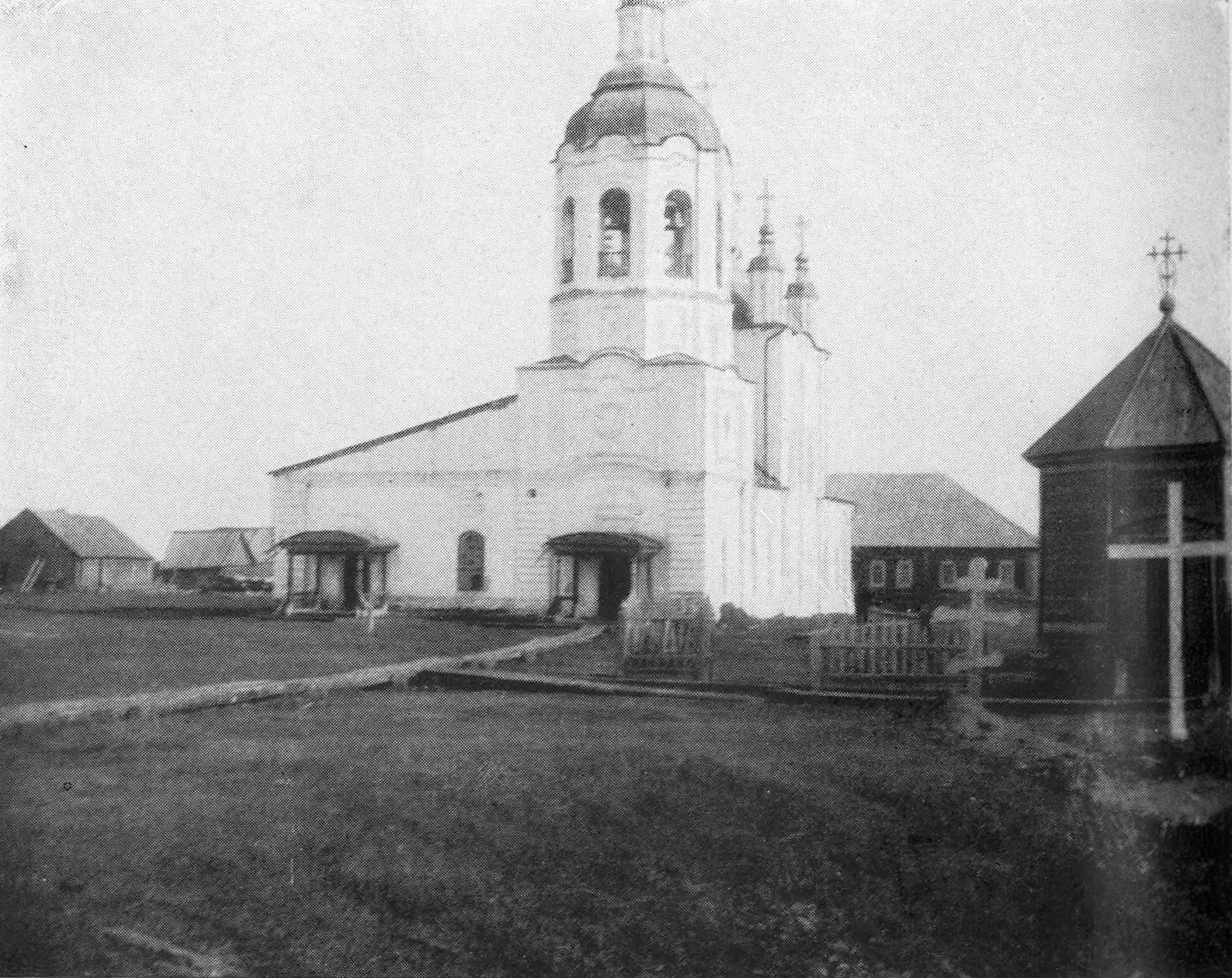
Свято-Троицкий монастырь (1913)

Стремясь к отшельнической жизни, Тихон вместе с другим монахом, Дионисием, отправился в лодке вниз по реке Енисею в Туруханский край. Прибыв туда весной 1657 года, он поселился при устье реки Нижней Тунгузки, близ города Мангазеи, и основал здесь пустынь. 
Вскоре к Тихону и Дионисию стали присоединяться другие монахи, так что к 1660 году составилось довольно многочисленное братство. Тогда Tихон обратился с ходатайством к архиепископу тобольскому и сибирскому Симеону о разрешении построить церковь во имя Святой Троицы и о возведении пустыни на степень монастыря. Ходатайство это было удовлетворено, и в том же году была построена церковь; монастырь стал именоваться Свято-Троицким. Тихон возведен был в сан иеромонаха и сделан настоятелем вновь открытой обители. 
В марте 1670 года Тихону поручено было освидетельствование мощей преподобного Василия Мангазейского. 
Скончался Тихон 24 июля 1682 года, до самой своей смерти живя в основанном им монастыре в качестве настоятеля.